# Pripek (Kardzjali)
Pripek (Bulgaars: Припек) is een dorp in het zuiden van Bulgarije. Het dorp is gelegen in de gemeente Dzjebel, oblast Kardzjali. Het dorp ligt hemelsbreed op 25 km van de stad Kardzjali en 205 kilometer ten zuidoosten van Sofia. 

## Bevolking
Pripek is een van de grotere dorpen in de oblast en het grootste dorp in de gemeente Dzjebel. In 2020 woonden er 777 mensen in het dorp: een daling ten opzichte van 1.122 inwoners in 1992.
|  |

Van de 907 inwoners reageerden er 761 op de optionele volkstelling van 2011. Van deze 761 respondenten identificeerden 760 personen zichzelf als etnische Bulgaren (99,9%). 1 respondent (0,1%) gaf geen definieerbare etniciteit op.
| Etniciteit   | Aantal | %     |
| ------------ | ------ | ----- |
| Bulgaren     | 760    | 99,9% |
| Turken       | ...    | ...   |
| Roma         | ...    | ...   |
| Overig       | 1      | 0,1%  |
| Respondenten | 761    |       |

Albantsi - Brezjana - Dobrintsi - Doesjinkovo - Dzjebel  - General Gesjevo - Ilijsko - Jamino - Kamenane - Kazatsite - Kontil - Kozitsa - Koeptsite - Lebed - Misjevsko - Mrezjitsjko -  Oestren - Ovtsjevo - Paprat - Plazisjte - Podvrach - Poljanets - Pototsje - Pripek - Rat - Ridino - Rogozari - Rogoztsje - Rozjdensko - Sipets - Skalina - Slantsjogled - Sofijtsi - Sjterna - Tarnovtsi - Teltsjarka - Tjoetjoentsje - Tsarkvitsa - Tsjakaltsi - Tsjeresjka - Tsvjatovo - Valkovitsj - Velikdentsje - Vodenitsjarsko - Zjalti Rid - Zjaltika - Zjeladovo